# Guillermo González Camarena
Guillermo González Camarena (Guadalajara, México, 17 de fevereiro de 1917 — Las Lajas, México, 18 de abril de 1965) foi um cientista e inventor mexicano.
Em 1940, inventou um sistema para transmitir televisão em cores: o sistema tricromático sequencial de campos. Ele também inventou mais tarde, nos anos 1960, um sistema simplificado de geração de cores: o sistema bicolor simplificado. Guillermo lançou a televisão em cores no México anos antes da implementação do sistema NTSC.

## História
Guillermo González Camarena nasceu em Guadalajara, México, em 1917. Quando era criança adorava fabricar brinquedos movidos a energia elétrica, que idealizava no seu local de trabalho: um laboratório no porão da sua casa. Com apenas 9 anos de idade inventou um alarme sísmico, que consistia em que quando a terra começava a tremer uma cigarra tocava e algumas luzes se acendiam. Com 12 anos já tinha construído seu primeiro transmissor amador. Assim, não vai parecer estranho que finalmente tivesse cursado eletrônica no Instituto Politécnico Nacional mexicano.  Com apenas 17 anos, ele já tinha fabricado sua própria televisão, usando peças avulsas de rádio. Devido aos seus primeiros experimentos com a televisão, muitos amigos e parentes achavam que ele estivesse louco, porque para eles parecia ficção científica.
Em 1930, se forma pela Faculdade de Engenharia Mecânica e Elétrica (ESIME) do Instituto Politécnico Nacional; e obtém sua primeira licença de rádio dois anos depois.
Em 1940, Guillermo inventa o adaptador cromoscópico para televisão, antecessor do sistema de transmissão de televisão em cores. O pedido de registro de patente n º 2296019, nos Estados Unidos, dizia:
| “ | Minha invenção refere-se à transmissão e recepção de cor tanto em filmes como em imagens, por fio ou sem ele ... | ” |

A invenção foi concebida como um equipamento simples de adaptação para a televisão preto e branco. Ele apresenta sua solicitação de patente em 14 de agosto de 1941, obtendo o registro da mesma em 15 de setembro de 1942. Assim mesmo, o inventor apresentou melhorias de sua patente para sistemas de televisão em cores em 1960 e 1962.
Em 31 de agosto de 1946, Guillermo enviou a primeira transmissão em cores a partir de seu laboratório na sede da Liga Mexicana de Experimentos em Rádio, na Cidade do México. O sinal de vídeo foi transmitido na frequência de 115 MHz e na faixa de áudio de 40 metros.
Ele também contribuiu no campo da radiodifusão. Em 1945, o Ministério das Comunicações e Obras Públicas do México encomendou um estudo sobre o volume, ruído e atenuação dos sistemas de comunicação elétrica, a fim de estabelecer as unidades legais de referência no quadrante do rádio. Em 1946, Guillermo obteve autorização para operar "balões meteorológicos" na Cidade do México, com o qual seus equipamentos de rádio subiam para a estratosfera. Com ele, estudava até onde chegavam as imagens por ele transmitidas. Quatro anos mais tarde, elaborou as leis que regulavam o funcionamento e a operação das estações de rádio mexicanas, onde foi incluída a televisão, a frequência modulada, as ondas curtas, as ondas largas e o rádio fac-símile. Em 1948 fundou os Laboratórios Gon-Cam.
Os trabalhos do inventor se estenderam ao campo da medicina quando começou a usar a televisão em preto-e-branco, depois em cores, como meio de ensinar o assunto.

Galeria
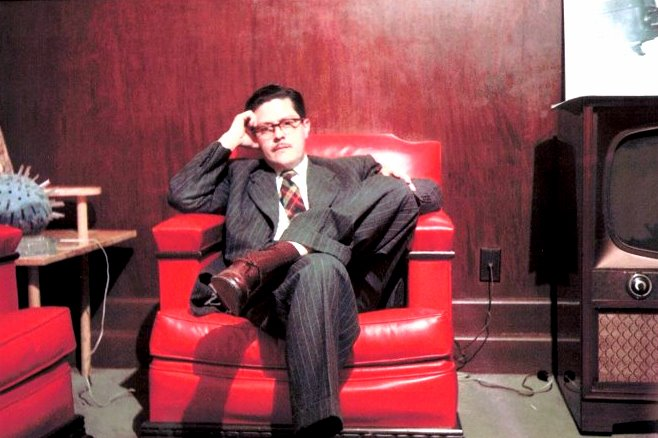
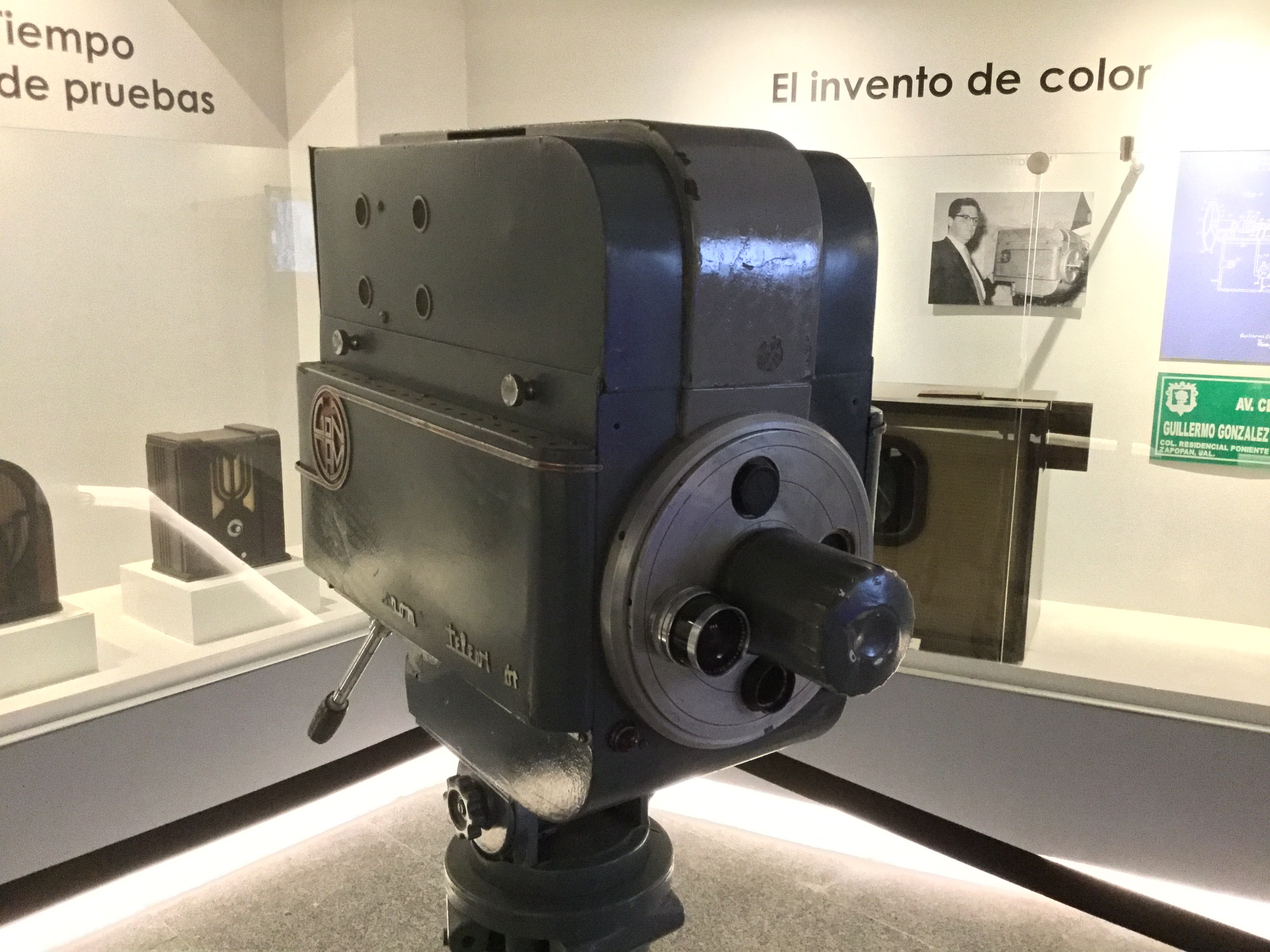
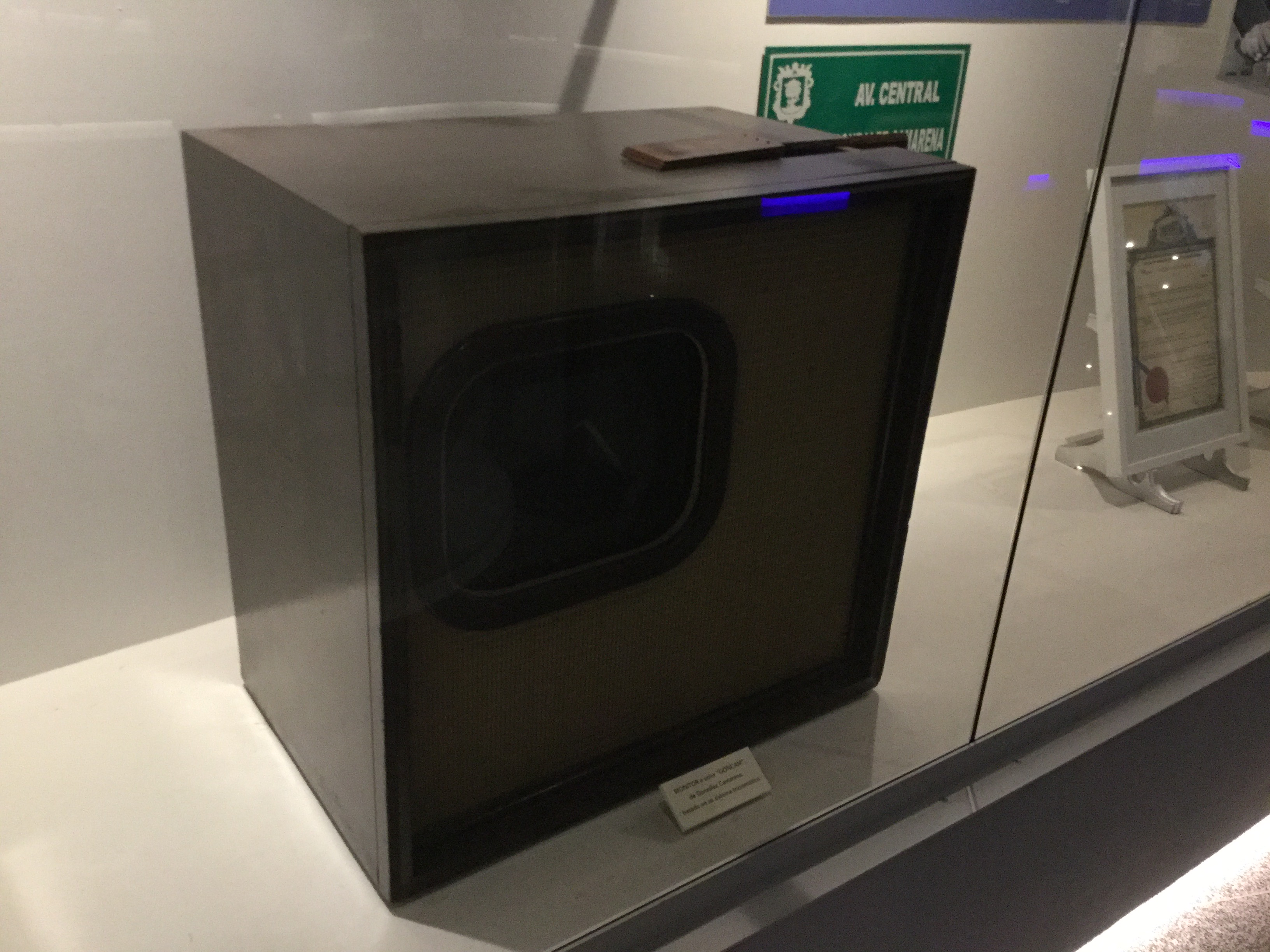
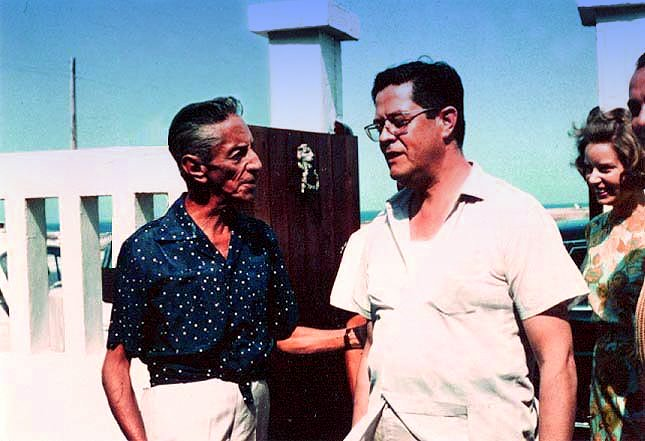

## Morte
Em 18 de abril de 1965, quando voltava da inspeção do transmissor do Canal 5 em Las Lajas, Veracruz, Guillermo sofreu um acidente automobilístico. Ele morreu na hora. Em sinal de luto, as emissoras de televisão ficaram fora do ar durante todo aquele dia. Morreu também no acidente a alemã Anina Grafin, amiga da família González Camarena. Os filhos do engenheiro, Guillermo e Arturo, de 13 e 11 anos respectivamente, saíram do acidente levemente feridos.